# Saint-Trivier-sur-Moignans
Saint-Trivier-sur-Moignans (antiguamente, Saint-Trivier-en-Dombes) es una comuna francesa situada en el departamento de Ain, en la región de Auvernia-Ródano-Alpes.

## Demografía
| 1318 | 1127 | 1105 | 1140 | 1151 | 1233 | 1471 | 1537 | 1864 | 1826 | 1823 |
| Para los censos de 1962 a 1999 la población legal corresponde a la población sin duplicidades (Fuente: INSEE [Consultar]) |      |      |      |      |      |      |      |      |      |      |